# جيف مولينز (كرة سلة)
جيف مولينز (بالإنجليزية: Jeff Mullins)‏ مواليد 18 مارس 1942 في كوينز، هو لاعب كرة سلة أمريكي سابق تحول إلى التدريب بعد الاعتزال بدأ مسيرته الاحترافية في سنة 1964. يبلغ طوله 6 قدم 4 بوصة (1.9 م). مثّل منتخب بلاده. شارك في مسابقة كرة السلة في الألعاب الأولمبية الصيفية. اعتزل اللعب في 1976.

## فرق لعب لها
- أتلانتا هوكس
- غولدن ستايت ووريورز

## الميداليات
| الميدالية | المسابقة                       |
| --------- | ------------------------------ |
| ذهبية     | الألعاب الأولمبية الصيفية 1964 |

## روابط خارجية
- جيف مولينز على موقع الاتحاد الدولي لكرة السلة (الإنجليزية)
- جيف مولينز على موقع إن بي أي (الإنجليزية)
- جيف مولينز على موقع سبورتس رفرنس (الإنجليزية)
- جيف مولينز على موقع كلية كرة السلة في سبورتس رفرنس.كوم (الإنجليزية)
- جيف مولينز على موقع ريلجم (الإنجليزية)
- جيف مولينز على موقع بروبوليرز (الإنجليزية)
- جيف مولينز على موقع كلية كرة السلة في سبورتس رفرنس.كوم (الإنجليزية)
- جيف مولينز على موقع سبورتس رفرنس (الإنجليزية)
- جيف مولينز على موقع أوليمبيديا (الإنجليزية)
- جيف مولينز على موقع قاعة كارولاينا الشمالية للمشاهير الرياضية (الإنجليزية)